# Love kills (Roberto Bellarosa)
Love kills is een nummer van Roberto Bellarosa. Het is tevens het nummer waarmee hij België vertegenwoordigde op het Eurovisiesongfestival 2013 in de Zweedse stad Malmö. Het liedje werd gekozen tijdens de Belgische nationale finale, op zondag 16 december 2012. Bellarosa behaalde na een vijfde plaats in de eerste halve finale een finaleplek met het lied. Daarin haalde het lied de 12de plaats.